# The Wayne Sentinel
The Wayne Sentinel var en ugentlig avis, som blev udgivet i Palmyra, New York fra 1823, til ca. 1863. I slutningen af 1820'erne var avisen en af de første medier, som fortalte om Joseph Smiths åndelige påstande, ham der senere ville grundlægge mormonismen. D. 26. juni 1829, fortalte  The Wayne Sentinel
om lokale rygter om en "gylden Bibel" og gengav titelbladet af Mormons Bog, som ikke blev udgivet før marts 1830. The Wayne Sentinel blev udgivet i Palmyra af E. B. Grandin.
D. 31. august 1827 bragte The Wayne Sentinel en nyhed om en mand, Jesse Strang, der var blevet dømt og henrettet. Jerald og Sandra Tanner har bl.a. i deres bog Mormonism - Shadow or Reality (side 85-86) argumenteret for, at netop denne sag har været inspiration til en historie i Mormons Bog (Alma 1:2-15). 
De giver følgende 7 ligheder mellem sagen og historien:
- 1. Både Jesse Strang og Nehor begik et mord.
- 2. Offeret var i begge tilfælde en retfærdig mand.
- 3. Begge mænd havde et anderledes syn på religion og frygtede ikke evig fordømmelse.
- 4. Begge mænd blev dømt af en meget religiøs dommer.
- 5. Begge mænd blev fundet skyldige og dømt til døden.
- 6. Begge mænd anerkendte deres brud på loven på det sted dommen blev eksekveret.
- 7. Begge beretninger bruger ordene "ignominious death" (forsmædelig død).

Det skal bemærkes, at dette er det eneste sted i Mormons Bog, at ordet "ignomminious" benyttes. I relation til dette er det også relevant at nævne, at Joseph Smiths far d. 11. august 1826 var blevet noteret som en ikkebetalende abonnent på avisen The Wayne Sentinel.
Han havde også to år forinden opslået en annonce i avisen.